# Esther Staubli

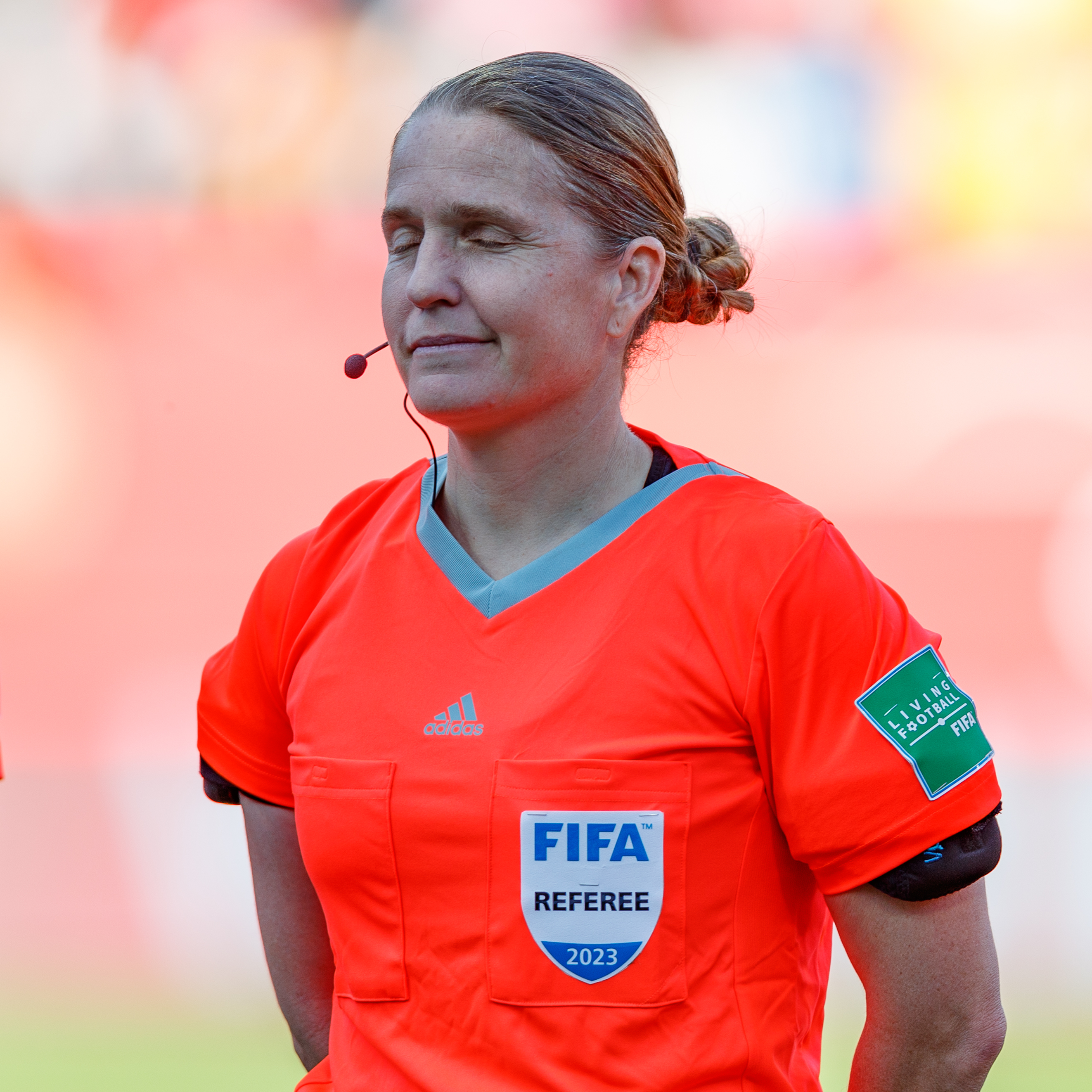
Esther Staubli (2023)

Esther Staubli (* 3. Oktober 1979 in Bern) ist eine ehemalige Schweizer Fussballschiedsrichterin.

## Leben und Karriere
Esther Staubli war einst selbst Fussballspielerin und wurde im Jahre 2000 Schiedsrichterin. Sie pfiff für den Verein FC Rot-Schwarz Thun und leitete Spiele in der Nationalliga A, der höchsten Spielklasse im Schweizer Frauenfussball. Die UEFA nominierte sie für das Endspiel der UEFA Women’s Champions League 2014/15 zwischen dem 1. FFC Frankfurt und Paris Saint-Germain. Im Männerbereich wurde sie zunächst im Juniorenbereich eingesetzt und stieg schnell in höhere Spielklassen auf. Im September 2014 debütierte sie in der zweitklassigen Challenge League beim Spiel zwischen dem FC Wohlen und dem FC Le Mont-sur-Lausanne.
Seit 2006 war Staubli FIFA-Schiedsrichterin. Bei der Weltmeisterschaft 2011 wurde sie als Vierte Offizielle eingesetzt. Als Schiedsrichterin leitete sie Spiele bei den U-17 Weltmeisterschaften der Frauen 2010 in Trinidad and Tobago und bei den U-20-Weltmeisterschaften 2012 in Japan und zwei Jahre später in Kanada. Bei der Europameisterschaft 2013 leitete Staubli unter anderem den Halbfinal zwischen Schweden und Deutschland. Am 2. Dezember 2014 leitete sie das Playoff-Rückspiel der panamerikanischen Qualifikation für die WM 2015 zwischen Ecuador und Trinidad & Tobago, durch das sich Ecuador als letzte Mannschaft für die WM qualifizierte. Die FIFA nominierte Staubli für die Weltmeisterschaft 2015. Am 2. Mai 2016 wurde sie für ihr erstes olympisches Fussballturnier nominiert. Dort leitete sie die Gruppenspiele zwischen Südafrika und China sowie zwischen Australien und Simbabwe.
Bei der Fussball-Europameisterschaft der Frauen 2017 leitete sie den Final zwischen den Niederlanden und Dänemark.
Im Oktober 2017 gehörte sie als eine von sieben Schiedsrichterinnen zum unterstützenden Schiedsrichterinnenteam bei der U-17-Fussball-Weltmeisterschaft 2017, womit erstmals mehrere Frauen bei einer WM der Männer zum Einsatz kamen. Am 14. Oktober leitete sie dort das Gruppenspiel zwischen Japan und Neukaledonien, womit nach 16 Jahren wieder eine Schiedsrichterin ein FIFA-Spiel der Männer leitete.
Am 3. Dezember 2018 wurde sie für die Fussball-Weltmeisterschaft der Frauen 2019 in Frankreich nominiert, wo sie bei einem Gruppenspiel zum Einsatz kam.
Im August 2022 kam Staubli als Videoassistentin bei der U-20-Weltmeisterschaft 2022 in Costa Rica zum Einsatz.
Im Januar 2023 wurde Staubli für die Weltmeisterschaft 2023 in Australien und Neuseeland nominiert.
Hauptberuflich arbeitet Staubli als Agronomin und doziert an der Hochschule für Landwirtschaft in Zollikofen.

## Einsätze bei Turnieren

### Fussball-Europameisterschaft 2013
| Phase        | Datum         | Spielort | Heimmannschaft | Gastmannschaft | Ergebnis  |
| ------------ | ------------- | -------- | -------------- | -------------- | --------- |
| Gruppenphase | 13. Juli 2013 | Halmstad | Italien        | Dänemark       | 2:1 (0:0) |
| Gruppenphase | 17. Juli 2013 | Kalmar   | Deutschland    | Norwegen       | 0:1 (0:1) |
| Halbfinal    | 24. Juli 2013 | Göteborg | Schweden       | Deutschland    | 0:1 (0:1) |

### Fussball-Weltmeisterschaft 2015
| Phase        | Datum         | Spielort | Heimmannschaft | Gastmannschaft | Ergebnis  |
| ------------ | ------------- | -------- | -------------- | -------------- | --------- |
| Gruppenphase | 9. Juni 2015  | Montreal | Brasilien      | Südkorea       | 2:0 (1:0) |
| Achtelfinal  | 22. Juni 2015 | Ottawa   | Norwegen       | England        | 1:2 (0:0) |

### Olympisches Fussballturnier 2016
| Phase        | Datum        | Spielort          | Heimmannschaft | Gastmannschaft      | Ergebnis  |
| ------------ | ------------ | ----------------- | -------------- | ------------------- | --------- |
| Gruppenphase | 6. Aug. 2016 | Rio de Janeiro    | Südafrika      | Volksrepublik China | 0:2 (0:1) |
| Gruppenphase | 9. Aug. 2016 | Salvador da Bahia | Australien     | Simbabwe            | 6:1 (3:0) |

### Fussball-Europameisterschaft 2017
| Phase        | Datum         | Spielort   | Heimmannschaft | Gastmannschaft | Ergebnis  |
| ------------ | ------------- | ---------- | -------------- | -------------- | --------- |
| Gruppenphase | 19. Juli 2017 | Utrecht    | England        | Schottland     | 6:0 (3:0) |
| Gruppenphase | 25. Juli 2017 | Doetinchem | Schweden       | Italien        | 2:3 (1:2) |
| Viertelfinal | 30. Juli 2017 | Deventer   | England        | Frankreich     | 1:0 (0:0) |
| Final        | 6. Aug. 2017  | Enschede   | Niederlande    | Dänemark       | 4:2 (2:2) |

### Fussball-Weltmeisterschaft 2019
| Phase        | Datum         | Spielort    | Heimmannschaft | Gastmannschaft | Ergebnis  |
| ------------ | ------------- | ----------- | -------------- | -------------- | --------- |
| Gruppenphase | 13. Juni 2019 | Montpellier | Australien     | Brasilien      | 3:2 (1:2) |

### Olympisches Fussballturnier 2021
| Phase        | Datum         | Spielort | Heimmannschaft | Gastmannschaft | Ergebnis  |
| ------------ | ------------- | -------- | -------------- | -------------- | --------- |
| Gruppenphase | 24. Juli 2021 | Sapporo  | Chile          | Kanada         | 1:2 (0:1) |

### Fussball-Europameisterschaft 2022
| Phase        | Datum         | Spielort    | Heimmannschaft | Gastmannschaft | Ergebnis  |
| ------------ | ------------- | ----------- | -------------- | -------------- | --------- |
| Gruppenphase | 8. Juli 2022  | Brentford   | Deutschland    | Dänemark       | 4:0 (1:0) |
| Gruppenphase | 15. Juli 2022 | Southampton | Nordirland     | England        | 0:5 (0:2) |
| Halbfinal    | 26. Juli 2022 | Sheffield   | England        | Schweden       | 4:0 (1:0) |

### Fussball-Weltmeisterschaft 2023
| Phase        | Datum         | Spielort  | Heimmannschaft | Gastmannschaft | Ergebnis  |
| ------------ | ------------- | --------- | -------------- | -------------- | --------- |
| Gruppenphase | 27. Juli 2023 | Brisbane  | Australien     | Nigeria        | 2:3 (1:1) |
| Gruppenphase | 2. Aug. 2023  | Melbourne | Jamaika        | Brasilien      | 0:0       |
| Viertelfinal | 11. Aug. 2023 | Auckland  | Japan          | Schweden       | 1:2 (0:1) |

## Auszeichnungen
- Schweizer Fussballschiedsrichterin des Jahres 2013[1]